# 奥讷 (德国)
奥讷（德語：Ohne，發音：[ˈoːnə] ⓘ）是德国下萨克森州本特海姆伯国县的市镇，面积9.03平方千米，2023年12月31日人口为589人。

## 历史
舊石器時代，就有人來到當地定居。奥讷這個名字於1213年首次被人提及。當地有一個風力發電廠，於2013年5月竣工。